# Кубинские цепкохвостые хутии
Кубинские цепкохвостые хутии (лат. Capromys) — род грызунов подсемейства хутиевых семейства щетинистых крыс.

## Классификация
База данных Американского общества маммологов (ASM Mammal Diversity Database) признаёт 2 вида кубинских цепкохвостких хутий:
- Хутия Гарридо (Capromys garridoi)
- Кубинская хутия (Capromys pilorides)

Оба вида являются эндемиками Кубы.
Новым, пока ещё не описанным видом может быть Capromys sp. (предлагаемые видовые названия — doceleguas и gundlachianus). Для уточнения статуса этого таксона требуется проведение генетических исследований хутий на территории от острова Кайо-Баия-де-Кадис архипелага Сабана-Камагуэй (gundlachianus) до архипелага Хардинес-де-ла-Рейна (doceleguas).